# Жана Стоянович
Жана Петрова Стоянович е българска драматична актриса. Сестра е на писателя Иван Стоянович и е леля на политика Петър Стоянович и историка Димитър Стоянович.

## Биография
Родена е в София на 14 октомври 1928 г. Завършва френска филология в Софийския университет, а през 1960 г. и актьорско майсторство във ВИТИЗ в класа на Стефан Сърчаджиев. През 1959 г. дебютира в ролята на Валя в „Иркутска история“ на Арбузов в Бургаския драматичен театър. От 1961 до 1997 г. е актриса в Младежкия театър.

Освен в театъра Жана Стоянович има множество роли в радио- и телевизионния театър.Снима се и в киното.

Умира на 12 юни 2013 г. в София.

## Театрални роли
Жана Стоянович играе множество роли, по-значимите са:
- Мария – „Иван Шишман“ от Камен Зидаров
- Ана Фьодоровна – „Варвари“ от Максим Горки
- Яна – „Чутна Яна“ от Славчо Красински[1]

## Телевизионен театър
- „Ель Хестикуладор (Имитаторът)“ (1988) (Рудолфо Усигли)
- „Реабилитация“ (1988) (Евгений Тодоров)
- „Гарвани“ (1987) (Анри Бек)
- „Лунният камък“ (1982) (Уилки Колинс), 3 части
- „Есенна градина“ (1982) (Лилиан Хелман)
- „Трагичната история на д-р Фауст“ (1970) (Кристофър Марлоу, реж. Павел Павлов) – Алчността
- „Болничната стая“ (1964)
- „Когато гръм удари“ (1964) (Пейо Яворов)

## Филмография
| Година    | Филми и Сериали                                         | Серии | Копродукции | Роля                                                                              |
| --------- | ------------------------------------------------------- | ----- | ----------- | --------------------------------------------------------------------------------- |
| 2012      | Аз съм ти...                                            |       |             | бабата на Юра                                                                     |
| 2004      | Без семейна прилика                                     | 2 ч.  |             |                                                                                   |
| 1999      | Дунав мост                                              | 7     |             | икономка                                                                          |
| 1992      | Вампири, таласъми                                       |       |             | (като Ж. Стоянович)                                                               |
| 1991-1992 | Любовниците                                             | 8     |             | леля Катерина (във 2-ра серия)                                                    |
| 1990      | Тишина                                                  |       |             | майката на Павката (като Ж. Стоянович)                                            |
| 1990      | Бащи и синове                                           | 5     |             | Соня Куманова, майката на Светозар                                                |
| 1989      | Стъпки в снега                                          |       |             |                                                                                   |
| 1987      | Някой пред вратата                                      |       |             | учителката по танци                                                               |
| 1987      | Време за път                                            | 5     |             | майката на Светозар, съпруга на Куманов                                           |
| 1987      | По здрач                                                |       |             |                                                                                   |
| 1985      | Тази хубава зряла възраст                               |       |             |                                                                                   |
| 1984      | Нощем с белите коне                                     | 6     |             | Юлия, сестра на Криста                                                            |
| 1978      | Някой трябва да бъде трупът (Einer muß die Leiche sein) | ГДР   |             |                                                                                   |
| 1977      | Нечиста сила                                            | 3     |             | Йорговица                                                                         |
| 1974      | Нако, Дако, Цако                                        | 3     |             | продавачката в магазина и престъпничка от хората на Пупо (в 3-та серия: „Моряци“) |
| 1965-1974 | Произшествие на сляпата улица                           | 6     |             | Антония Радева (в III серия: „Самопризнание“-1974)                                |
| 1973      | Игрек 17                                                |       |             |                                                                                   |
| 1969-1971 | На всеки километър                                      | 26    |             |                                                                                   |
| 1971      | Демонът на империята                                    | 10    |             | лелята на Медие                                                                   |
| 1969      | Свобода или смърт                                       |       |             |                                                                                   |
| 1964      | Когато гръм удари                                       |       |             |                                                                                   |
| 1951      | Утро над родината                                       |       |             | Радка                                                                             |